# Sebastian Vogelsberger

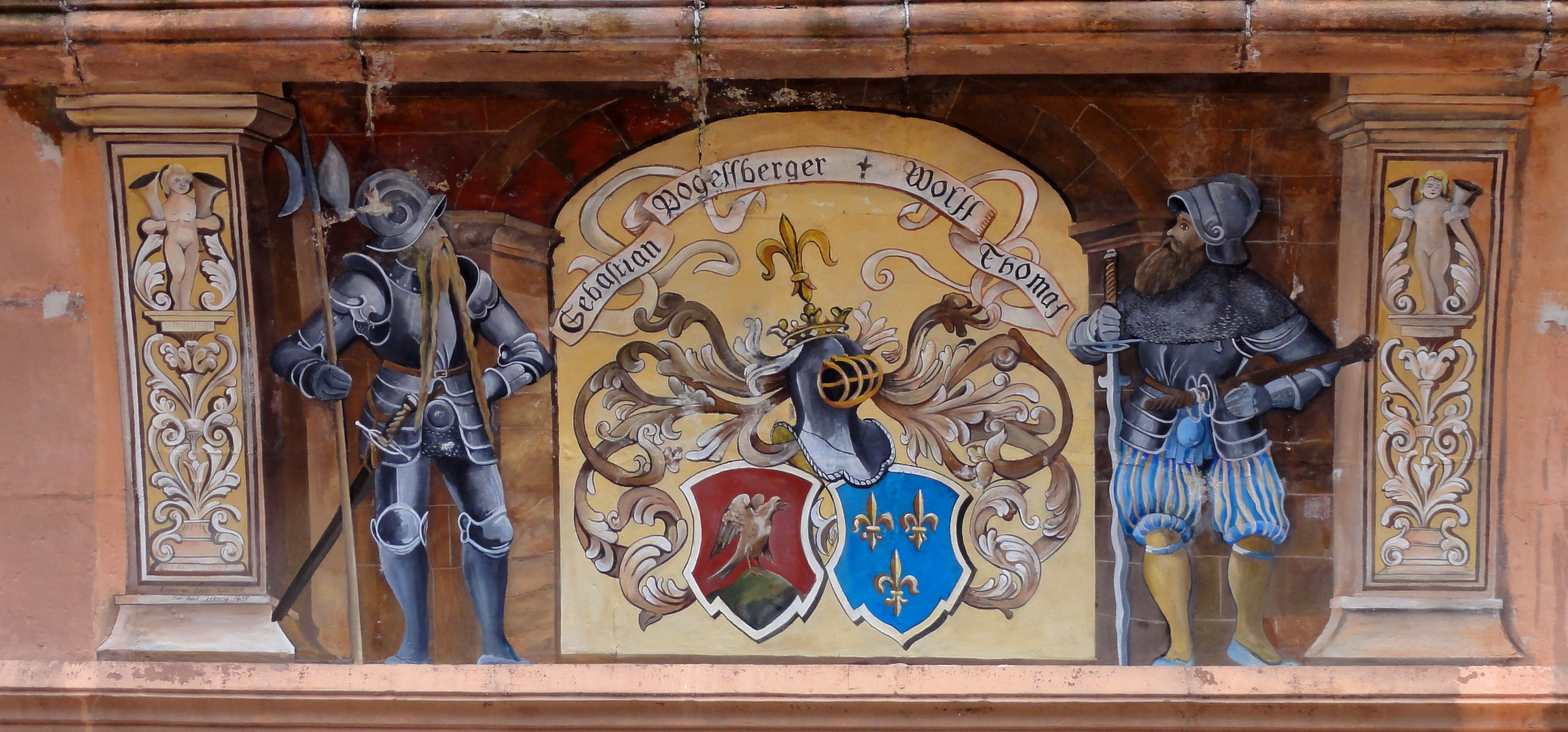
Wappen über Portal der Maison Vogelsberger

Sebastian Vogelsberger (* um 1505 in Altheim; † 7. Februar 1548 in Augsburg; hingerichtet) war ein deutsch-elsässischer Söldnerführer.

## Leben
Über seine Herkunft ist wenig bekannt. Aus nichtadligen Verhältnissen stieg er bis zum Söldnerführer empor. Ab 1539 ließ er mehrmals Truppen für die französischen Könige Franz I. und Heinrich II. werben. Über seine Laufbahn als Söldnerführer sind wir teilweise durch den Schriftwechsel mit Wilhelm von Fürstenberg informiert. 1540 erbaute er in Wissembourg (2 quai Anselmann) ein stattliches Wohnhaus, heute Maison Vogelsberger genannt, und erwarb dort 1542 die Bürgerrechte. Nach dem Schmalkaldischen Kriege wollte Kaiser Karl V. ein Exempel statuieren und ließ mehrere Söldnerführer festnehmen. Sebastian Vogelsberger wurde durch Lazarus von Schwendi 1548 in Weissenburg gefasst und nach Augsburg überführt. Sein gesamtes Vermögen wurde beschlagnahmt. Dort wurde er zusammen mit den beiden Hauptleuten Jakob Mannel und Wolf Thomas zum Tode verurteilt. Vor seiner Hinrichtung wandte sich Vogelsberger an das zahlreiche Publikum und beklagte sich über die Hinterlist, mit der ihn sein ehemaliger Freund Lazarus von Schwendi verhaftet hatte. Über die Vorgänge bei seiner Hinrichtung sind wir über Bartholomäus Sastrow unterrichtet. Dieser hatte die Verurteilung und Hinrichtung als Augenzeuge miterlebt und in seiner Biographie festgehalten. Schwendi, durch Vogelsberger arg beschuldigt, versuchte sich noch im gleichen Jahr mit einer Schrift zu rechtfertigen. Das Ende von Sebastian Vogelsberger wurde noch im 16. Jahrhundert in einem Lied besungen.

## Werke
- Warhaffte gegründte Verantwortung Vnnd vnwidersprechlicher Gegenbericht ... wider den unbestendigen Bericht ... des Graffen Wilh. von Fürstenberg, Mainz 1539 Digitalisat